# Angela y Luciana Giussani

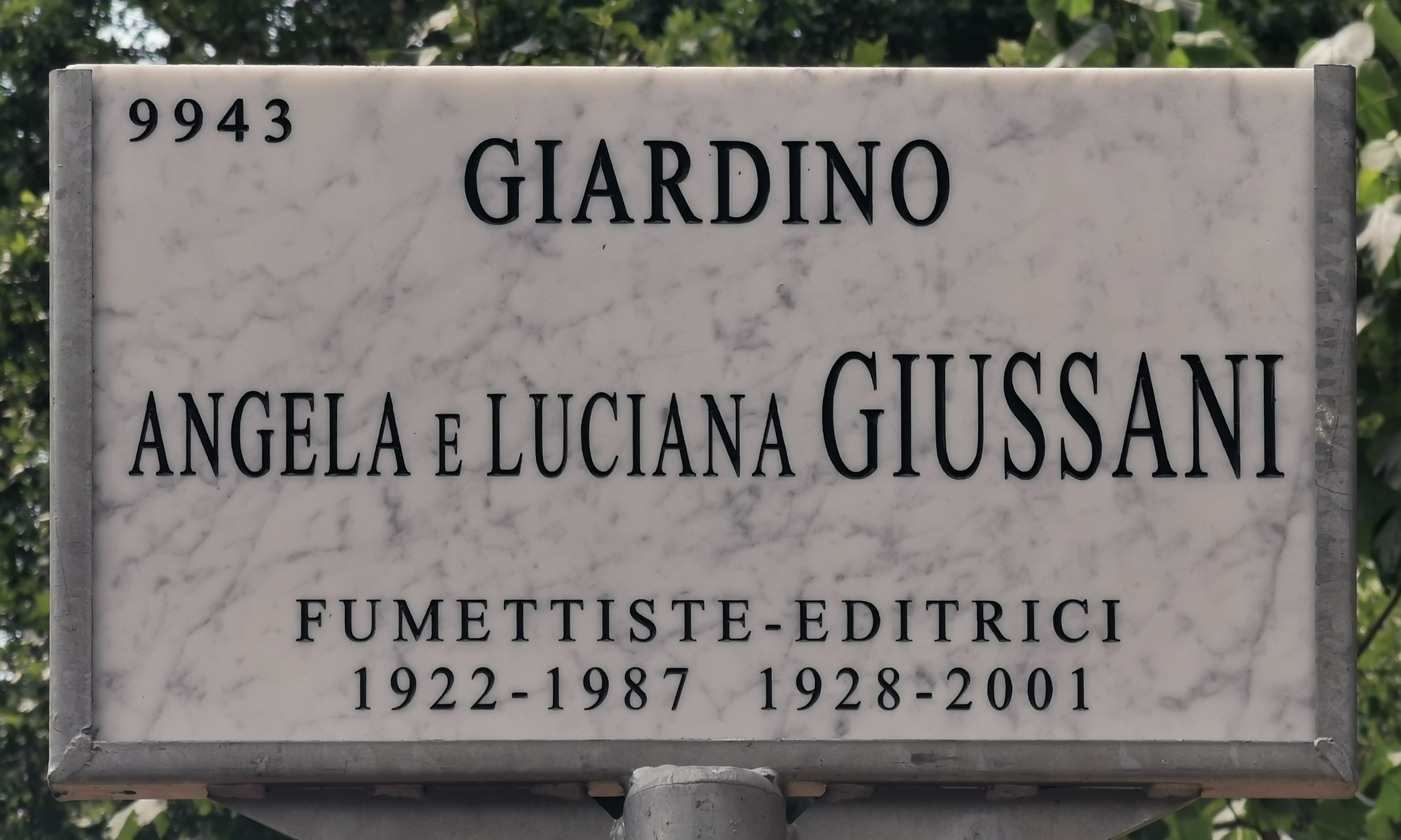
Jardin dedicado a Angela Giussani y Luciana Giussani en Milán

Angela Giussani (Milán, 10 de junio de 1922 – ibid., 10 de febrero de 1987) y Luciana Giussani (Milán, 19 de abril de 1928 – ibid., 31 de marzo de 2001) fueron una pareja de historietistas y editoras italianas creadoras del personaje Diabolik.

## Biografía
Angela Giussani, creadora del célebre personaje de cómic Diabolik, el primer cómic negro italiano de bolsillo, fue posteriormente asistida en la redacción de las historias por su hermana Luciana Giussani; ambos dedicaron entonces toda su vida profesional a ello.
Ángela nació en Milán el 10 de junio de 1922; después de haber trabajado como modelo durante un cierto período, se casó con el editor Gino Sansoni en 1946 y trabajó en la editorial de su marido, Astoria Edizioni, ocupándose de una serie que publicaba libros para niños. Luego renunció a la editorial Astoria para poder dedicarse a sus propios proyectos. Con la liquidación obtenida fundó Astorina; la sede se instaló en una parte del gran apartamento de Milán, en via Leopardi 25, que albergaba el Astoria. Había una segunda entrada que conducía a la cocina; Angela le preguntó a su esposo si podía usarlo como estudio para diseñadores. Después de que el primer intento falló –la publicación de un cómic con las aventuras de un boxeador, Big Ben Bolt– que duró apenas dos años, vuelve a intentarlo con un nuevo personaje nacido de la lectura de una novela de Fantômas, encontrada por casualidad en un tren. En noviembre de 1962, se publicó el primer número de Diabolik con la trama escrita por la propia Angela. Será el comienzo de una larga serie de éxitos.
Las hermanas Giussani declararon públicamente que se inspiraron en una historia criminal acaecida en Turín para crear su personaje. El 26 de enero de 1958, un hombre había sido brutalmente asesinado y su asesino se había firmado como Diabolich, desafiando a la policía a través de cartas y acertijos. Queda en la memoria como el asesino de Via Fontanesi.
Después de trece números del nuevo cómic, Ángela llama a su hermana Luciana para trabajar con ella, graduada de una escuela alemana y luego empleada en una fábrica de aspiradoras; juntos comienzan a cuidar la editorial ya escribir juntos las atrevidas aventuras del "Rey del Terror".
El 10 de febrero de 1987 fallece Ángela con casi 65 años de edad, y Luciana sigue al frente sola de la editorial, dejando sin embargo, en 1992, la dirección de Diabolik, y, en 1999, también de Astorina, continuando con escribe sino las historias de su famoso cómic (su última historia de Diabolik es de diciembre de 2000: "Vampiri a Clerville"). Murió en marzo de 2001 a la edad de 73 años.

### Artículos y revistas
- Giancarlo Albano, Le sorelle omicidi, in "Grazia", 21 de abril de 1974.
- Foscanella Martinelli, Diabolik nasce in via Boccaccio, in "Il milanese", 19 de mayo de 1974.
- Lillo Gullo, «Un buon cattivo», intervista alle sorelle Giussani, autrici di Diabolik, in La Città Futura, 1 de febrero de 1977.